# Irving Gill
Irving John Gill (26 de abril de 1870 – 7 de octubre de 1936), fue un arquitecto estadounidense. Hizo la mayor parte de su trabajo en el Sur de California, especialmente en San Diego. Es considerado un pionero del movimiento moderno en arquitectura. Doce de sus edificios por todo el Sur de California están listados en el Registro Nacional de Lugares Históricos, y muchos otros son designados como históricos por los gobiernos locales.

## Infancia y formación
Gill nació el 26 de abril de 1870, en Tully, Nueva York, hijo de José y Cynthia Scullen Gill. Su padre era granjero, y más tarde carpintero. Cuando era niño, Gill asistió a la escuela de Madison Street en Syracuse.
En 1889, Gill estaba trabajando como dibujante bajo Ellis G. Hall en Syracuse. Luego, en 1890, se mudó a Chicago para trabajar con Joseph Lyman Silsbee, quien había sido socio de Hall años antes. Finalmente, en 1891, Gill fue a Adler y Sullivan, donde Frank Lloyd Wright lo contrató para trabajar en su equipo. Mientras estuvo allí, ayudó a diseñar el Transportation Building, un pabellón en la Feria Mundial de Chicago de 1893. Gill nunca vería el final de ese proyecto, ya que cayó enfermo debido al exceso de trabajo. En 1893, el año de la Feria, se mudó a San Diego para escapar del recuerdo de su fracaso.

## Carrera
Una vez en San Diego, la salud de Gill mejoró y comenzó su propia práctica arquitectónica. A pesar de que se sabe que estuvo trabajando alrededor de esta época, los registros de sus proyectos no están bien conservados.
En 1894, Gill se asoció con Joseph Falkenham, quien había desarrollado una práctica exitosa por su cuenta. Los dos formaron una empresa llamada "Falkenham & Gill, the Architects", y completaron varios proyectos, incluidos algunos grandes edificios comerciales.
Falkenham dejó San Diego en 1895, y Gill comenzó a asumir grandes proyectos residenciales para figuras importantes en San Diego. También trabajó en el Granger Hall para Ralph Granger, un músico local.
A fines de la década de 1890, los diseños de Gill comenzaron a usar el hormigón con mayor intensidad, y su trabajo en ese medio contribuyó significativamente a su uso en el futuro.
En 1896, formó una sociedad con William S. Hebbard. La firma Hebbard & Gill era conocida por su trabajo en el renacimiento del estilo Tudor y más tarde en los estilos de la Prairie School. La Casa George W. Marston (ahora un museo) fue su proyecto más famoso. En este período, Gill entrenó a Hazel Wood Waterman, quien lo ayudó con un grupo de casas construidas cerca del Parque Balboa para los grupos sociales Alice Lee y Katherine Teats. Waterman más tarde se convirtió en un arquitecto con su propia práctica.
Después de que California aprobara una ley que exigía a los arquitectos obtener un certificado en 1901, a Gill se le otorgó automáticamente un certificado porque su práctica ya estaba en funcionamiento.
En 1903, Gill fue nombrado para un asiento especial en un comité de la Cámara de Comercio para construir el Hotel Grant de los Estados Unidos, que fue diseñado en última instancia por Harrison Albright, a pesar del envío de diseños de Hebbard & Gill al comité.
En 1907, Gill fue acusado de trabajo no autorizado en una línea de alcantarillado, que causó un atasco. Gill negó las acusaciones, pero su asociación con Hebbard fue dañada sin posibilidad de reparación. Menos de un mes después, Gill se asoció con Frank Mead, quien había sido empleado de Hebbard & Gill. La asociación duró siete meses y completó solo unas pocas casas.

Gill diseñó la Fuente de Broadway, también conocida como Fuente Eléctrica, en 1908, para el centro de Horton Plaza Park, en el centro de San Diego. Aunque diseñado en el apogeo de su período modernista, su estilo revivalista es atípico de su trabajo. El diseño de Gill se eligió en una competencia entre arquitectos profesionales y fue uno de los primeros proyectos en el país en combinar el agua y los efectos de luces eléctricas de colores.

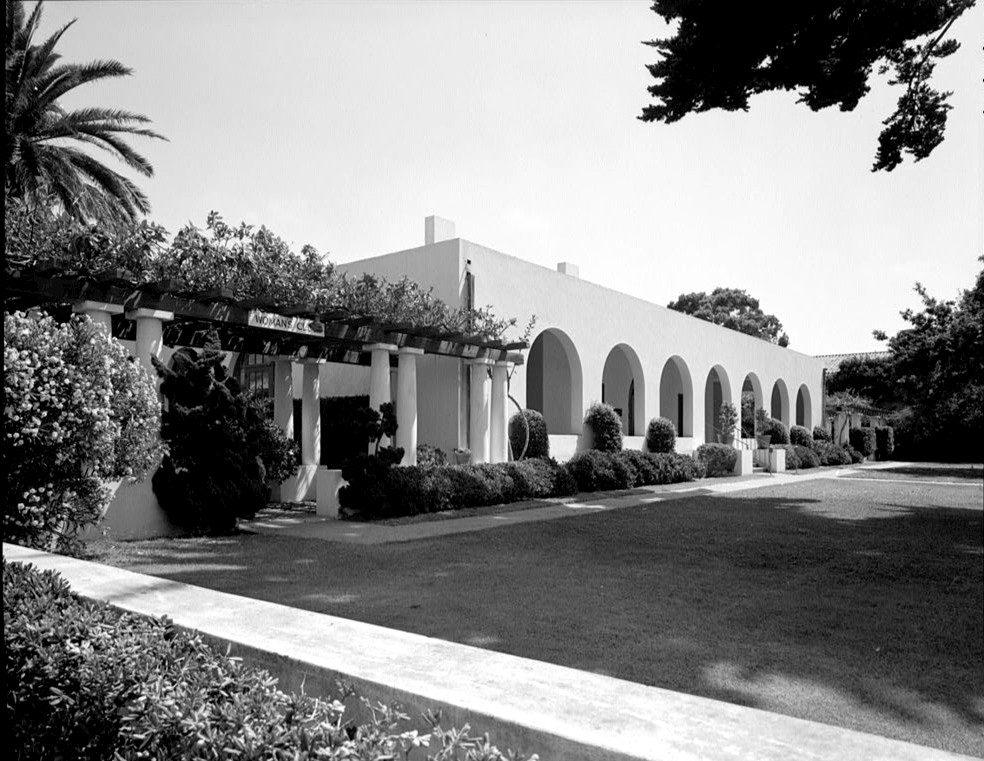
La Jolla woman's Club (foto tomada en 1971)

En 1911, el sobrino de Gill, Louis John Gill, se unió a su firma como dibujante. Ese mismo año, Gill perdió una importante comisión para la Exposición Panamá-California (1915) a Bertram Goodhue. Trabajó durante un tiempo como asociado de Goodhue, incluido el diseño del Edificio de Administración de Balboa Park, la primera estructura de Balboa Park, que se encuentra a las afueras del Cuadrángulo de California. Hoy en día, es conocido como el Edificio de Administración Gill del Museo del Hombre de San Diego, y alberga oficinas y el Auditorio Gill.
Gill recibió el encargo de Ellen Browning Scripps en 1913 para diseñar el Club de Mujeres de La Jolla. En su construcción, usó una técnica de construcción de "losa inclinada" para ensamblar las paredes exteriores de las arcadas. El resultado es el primer edificio de hormigón inclinado hacia arriba de California. Estas paredes integran un relleno hueco de bloques de arcilla para aligerar el peso de la losa. Para las paredes interiores y el volumen central "emergente", sin embargo, empleó una construcción de estructura convencional. Aunque Gill se asocia a menudo con el método de inclinación, lo utilizó en solo un puñado de estructuras. Poco después, en 1914, aceptó a su sobrino Louis como socio.
Después de este tiempo, Gill comenzó a vivir y trabajar principalmente en el condado de Los Ángeles, aunque la asociación entre Gill y Gill duró hasta 1919. Múltiples proyectos para la incipiente ciudad de Torrance pudieron haber impulsado la mudanza. Gill volvió a vivir en el norte del condado de San Diego en la década de 1920, pero su ritmo de trabajo se desaceleró considerablemente debido a una enfermedad persistente, cambios en los gustos públicos y una menor voluntad de compromiso con los clientes. Después de finales de la década de 1920, su obra añadió toques art déco o "Modernos".
A finales de la década de 1920, Gill produjo varios edificios cívicos para la ciudad del Oceanside. Este sería su gran proyecto final. Su último contrato fue crear casas para varias familias indígenas nativas desplazadas que luego se instalarían en la Reserva India Rancho Barona cerca de Lakeside, California.

## Importancia

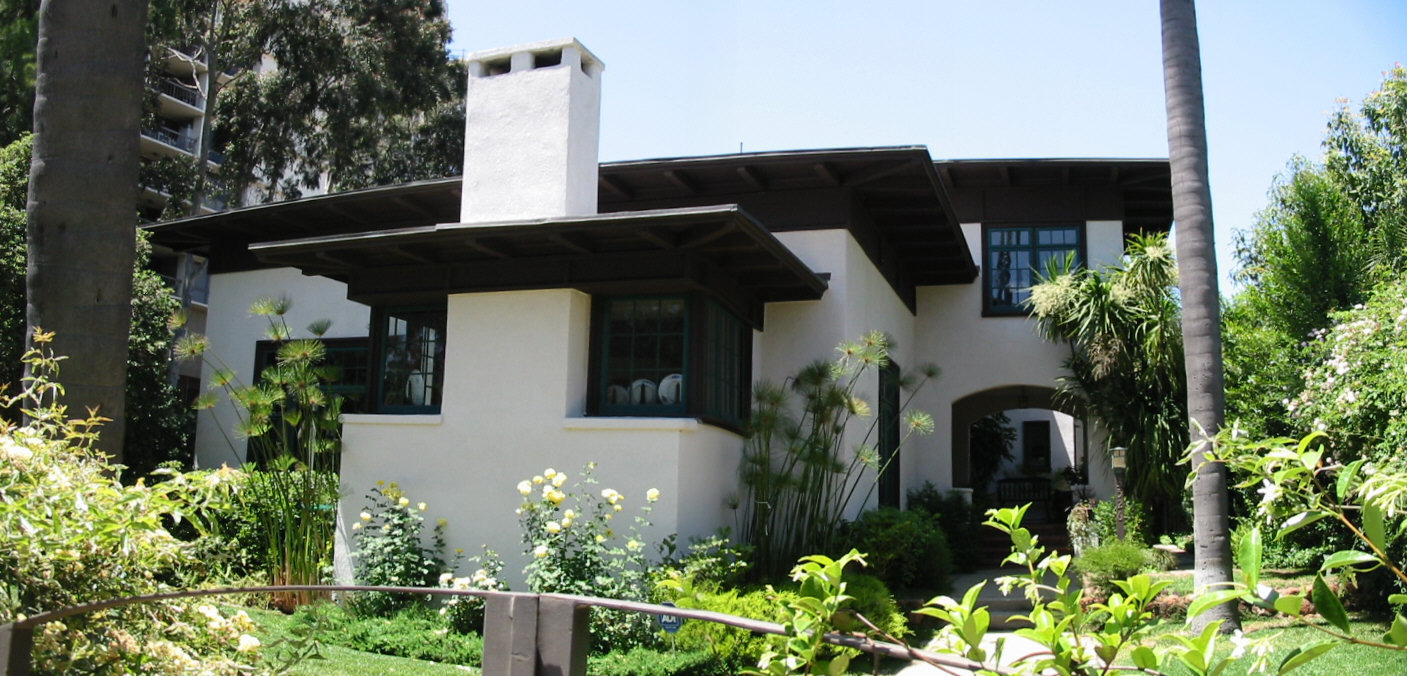
Casa Cossitt, San Diego, California

Irving Gill estaba preocupado por el impacto social de una buena arquitectura y abordó sus proyectos con igual habilidad e interés, ya sea que estuviera diseñando para banqueros y alcaldes o para reservas indias, una iglesia afroamericana o trabajadores migrantes mexicanos y sus hijos.
La arquitectura de Gill estableció "un nuevo comienzo en la vida y el arte" y representó un "gran rechazo" de la "puesta en escena arquitectónica común de otros tiempos y lugares", según el historiador Kevin Starr. Su obra fue descrita como "cubista" en publicaciones de la época.
Los interiores de Gill estaban preocupados por eliminar la mayoría de los detalles innecesarios, en parte por razones de economía e higiene. Sus casas son conocidas por sus molduras mínimas o rasantes; lienzos de chimenea simples; transiciones fluidas de piso a pared; abundantes tragaluces; paredes enlucidas con elementos de madera solo ocasionales, pero destacados; pisos de cemento o de cemento Sorel; y una evitación general de líneas divisorias, repisas y cambios materiales innecesarios. Según Joseph Giovannini, "el deseo de un hogar sano de fácil mantenimiento llevó la estética de Gill hacia la pureza".
El mejor trabajo estético de Gill, que en gran parte data de la década de 1910, favorece los techos planos sin aleros, una unidad de materiales (en su mayoría de hormigón), ventanas abatibles con travesaños, paredes interiores y exteriores blancas o casi blancas, muros cúbicos o rectangulares, suelo abundante - arcos de nivel o series de arcos que crean pasillos de transición en la forma de las misiones de California.
Su trabajo más conocido todavía en uso activo hoy en día incluye la residencia Ellen Browning Scripps (ahora el Museo de Arte Contemporáneo de San Diego), los edificios más antiguos de la Escuela del Obispo, el Club de Mujeres La Jolla, el Centro Recreativo La Jolla y la Casa de George W Marston. Diseñó diez iglesias, de las cuales la más conocida es la Iglesia de la Ciencia Cristiana en las calles Second y Laurel en San Diego. [1] The Woman's Club y Marston House se encuentran entre los que figuran en el Registro Nacional de Lugares Históricos (NRHP).
A pesar de las frecuentes referencias recientes a Gill como "olvidado" o "no apreciado", estuvo razonablemente bien documentado durante su vida. Por ejemplo, su trabajo se publicó más frecuentemente en la revista "Craftsman" de Gustav Stickley que el de cualquier otro arquitecto occidental, incluida la firma Greene & Greene.
La reputación de Gill se desvaneció rápidamente después de su muerte, y languideció hasta que fue incluido en el libro de 1960 Five California Architects de Esther McCoy y Randell L. Makinson. Este libro (aún impreso) ayudó a renovar el interés en su trabajo y en la arquitectura temprana de California en general. En las décadas transcurridas desde su publicación, Irving Gill ha sido reconocido como una figura importante en el movimiento moderno.

## Vida personal
El 28 de mayo de 1928, a la edad de 58 años, Gill se casó por primera y única vez. Su esposa fue Marion Waugh Brashears. Sin embargo, el matrimonio no tuvo éxito, y Gill vivía solo en Carlsbad, California, cuando murió el 7 de octubre de 1936.

## Galería

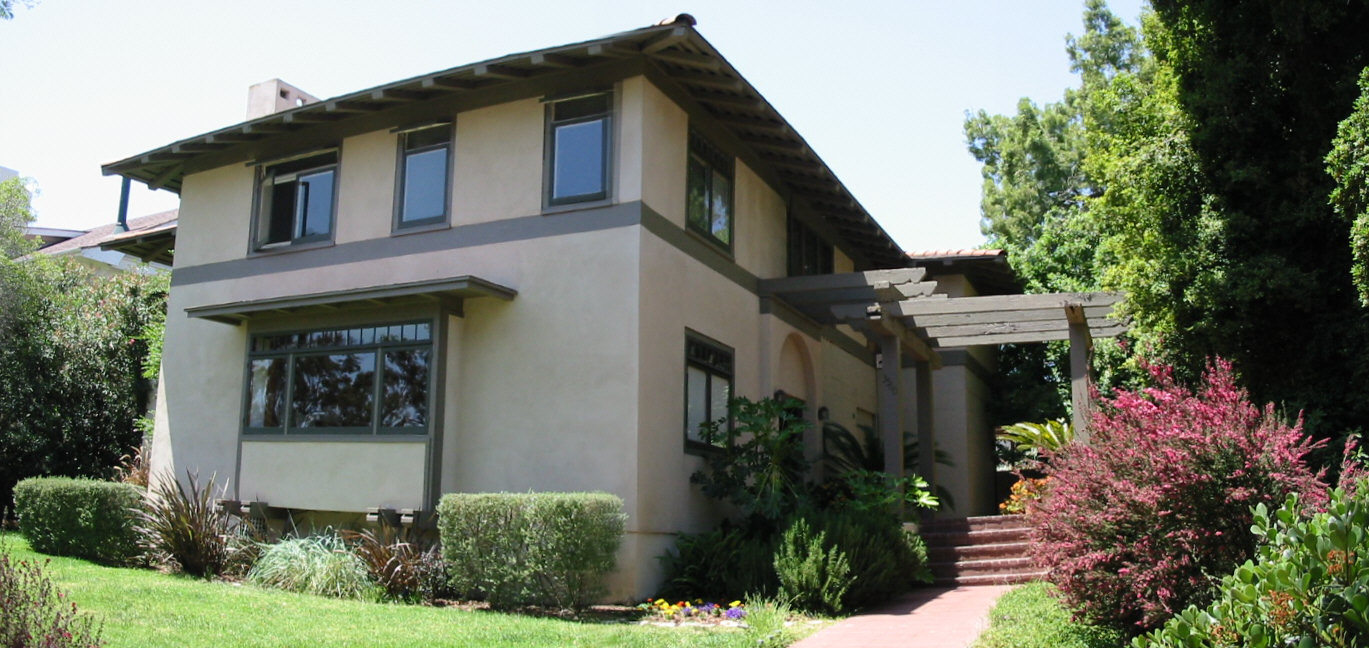
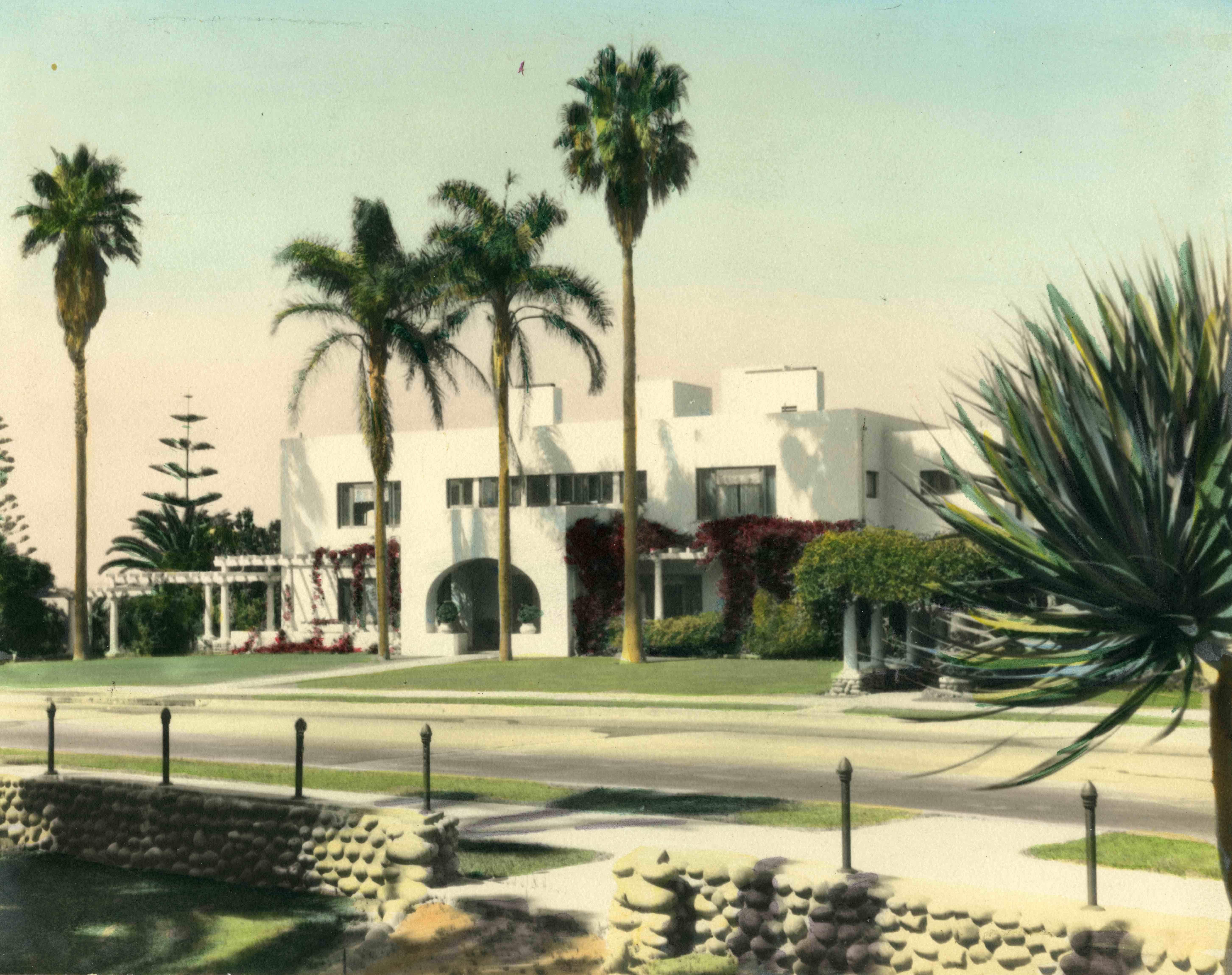
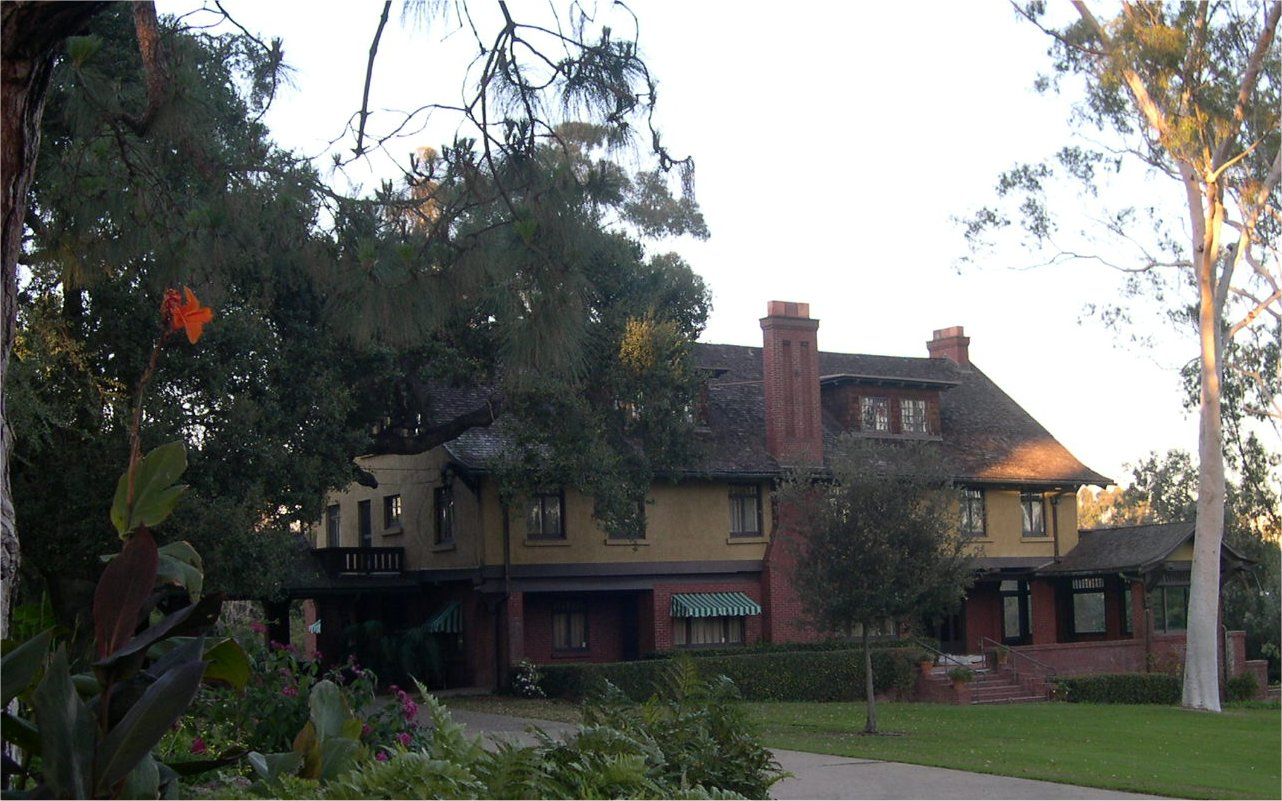
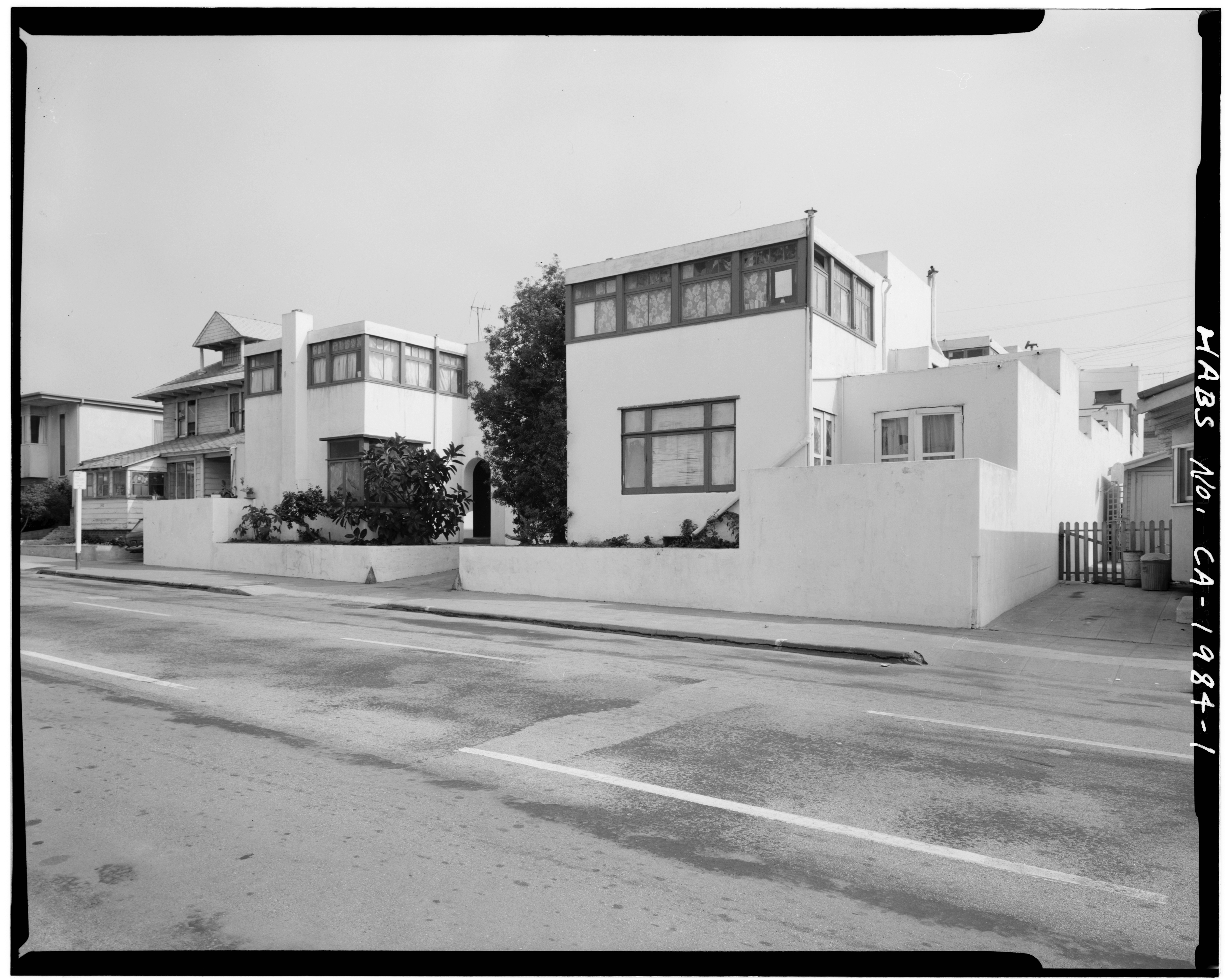
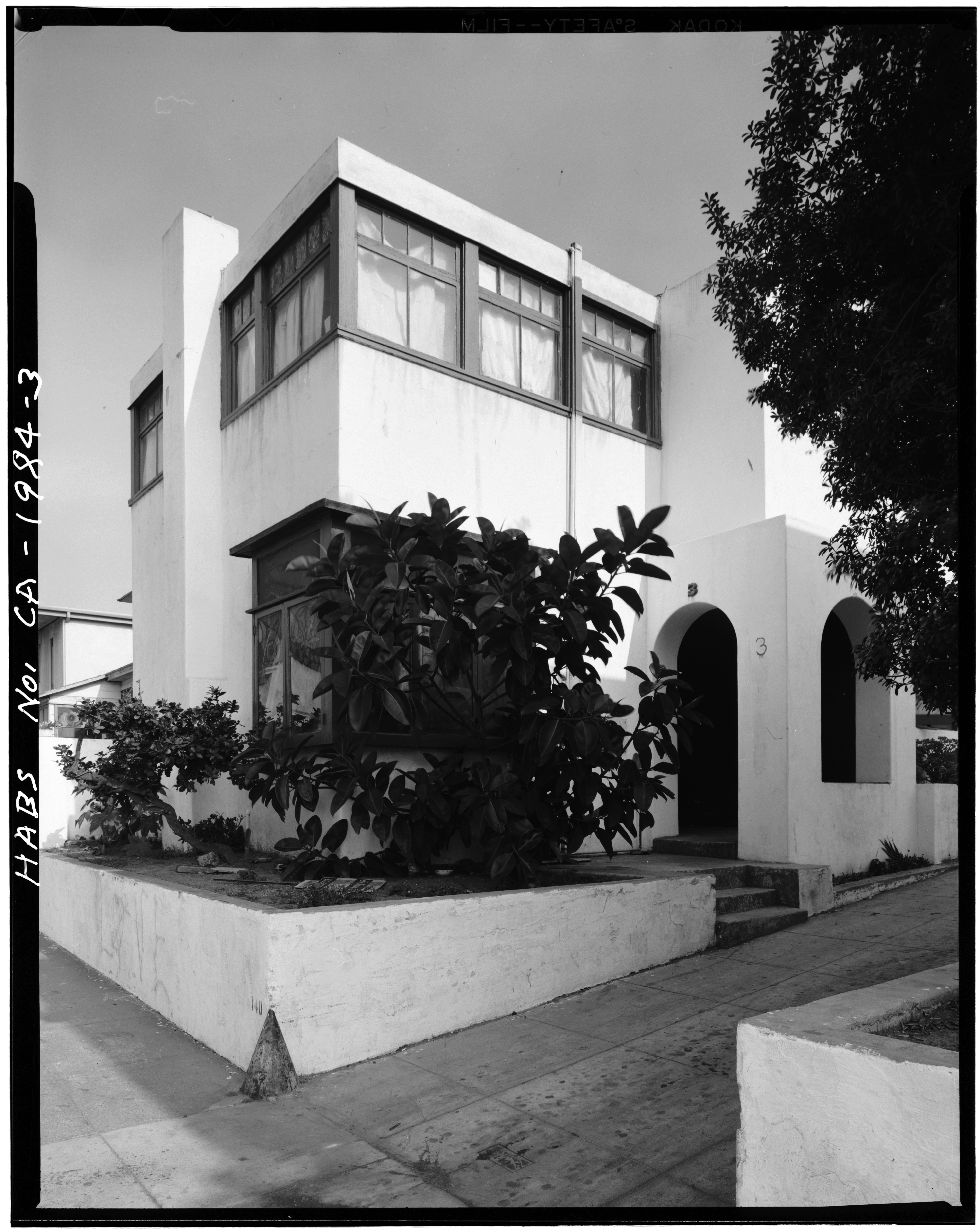

## Obras
- Maj. Myles Moylan House, San Diego, 1894, co-arquitecto con Falkenhan, NRHP-listed
- Granger Hall, National City, 1898, NRHP-listed
- Wildacre, Newport, RI, 1901, NRHP-listed[11]
- Sunnyslope Lodge, San Diego, 1902, NRHP-listed
- George W. Marston House, San Diego, 1904–05, NRHP-listed
- Alice Lee House, San Diego, 1905–06
- Katherine Teats House, San Diego, 1906
- Burnham-Marston House, San Diego, 1907, co-arquitecto con William Sterling Hebbard, NRHP-listed
- Old Scripps Building, San Diego, 1908, NRHP-listed
- Cossitt Cottages, San Diego, 1910[12]
- Horton Plaza Fountain, San Diego, 1909
- F. B. Lewis Courts (aka Bella Vista Terrace), Sierra Madre, 1910
- First Church of Christ Scientist, San Diego, 1909-1910
- Miltimore House, South Pasadena, 1911, NRHP-listed
- Administration Building para la Panama California Exposition, conocido ahora como Gill Auditorium, San Diego, 1912, después modificado por el aruiitecto Carleton Winslow, NRHP-listed
- La Jolla Woman's Club, San Diego, 1912, NRHP-listed
- The Bishop's School, San Diego, 1912
- Ellen Browning Scripps residence, ahora Museum of Contemporary Art San Diego, San Diego, 1913
- Pacific Electric Railroad Bridge, Torrance, 1913, NRHP-listed
- La Jolla Recreational Center, San Diego, 1915[13]
- Walter L. Dodge House, West Hollywood, 1916, demolida en 1970[14][15]
- Raymond House, Long Beach, 1918
- Clarke Estate, Santa Fe Springs, 1919, NRHP-listed
- Horatio West Court, Santa Mónica, 1919, NRHP-listed
- Americanization School, Oceanside, 1931, NRHP-listed
- Oceanside City Hall and Fire Station, Oceanside, 1934, NRHP-listed

## Otras fuentes
- Hines, Thomas S. (2000). Irving Gill y la Arquitectura de Reforma: Un Estudio de Cultura Arquitectónica Moderna. Monacelli. Irving Gill and the Architecture of Reform: A Study in Modernist Architectural Culture. Monacelli. 2000. ISBN 1-58093-016-6. .
- Kamerling, Bruce (1993). Irving J. Gill, Arquitecto. San Diego Sociedad Histórica. Irving J. Gill, Architect. San Diego Historical Society. 1993. ISBN 0-918740-16-9. .
- Five California Architects. Reinhold Publishing. 1960.
  - reprinted En 1975 por Praeger